# Valaská Belá
Valaská Belá je obec na Slovensku v okrese Prievidza v Trenčínském kraji. Žije v ní přibližně 1 900 obyvatel. První písemná zmínka o vesnici je z roku 1324.

## Pamětihodnosti
Ve vsi stojí římskokatolický kostel svatého Michaela archanděla z roku 1794 a kaple svatého Josefa z roku 1826. V katastrálním území obce leží přírodní památka Prielom Nitrice a zasahuje do ní část přírodní rezervace Rysia.

## Osobnosti
- Anton Hlinka (1926–2011), slovenský římskokatolický aktivista, významná osobnost exilu, katolický kněz, salesián, univerzitní profesor, publicista a překladatel, se zde narodil v roce 1926.